# Pothyne albolineata
Pothyne albolineata är en skalbaggsart som beskrevs av Masaki Matsushita 1933. Pothyne albolineata ingår i släktet Pothyne och familjen långhorningar.
Artens utbredningsområde är Taiwan. Inga underarter finns listade i Catalogue of Life.